# 黃子澄
黃子澄（1350年—1402年），名湜，字子澄，以字行，江西分宜县（今大冈山乡大坑村）人。明初官員，官至翰林学士。
黃子澄於明太祖洪武十八年時考取了會試第一，历任編修、修撰、太常寺卿等职，伴讀東宮。明惠帝即位后，兼翰林學士之職，與齊泰共同建議削藩。結果引發燕王朱棣在建文元年（1399年）發動靖難之役，建文四年（1402年），朱棣奪得帝位後，將黃子澄逮捕并处死。

## 生平

### 早年生涯
明太祖洪武十八年（1385年），黃子澄中式乙丑科會試第一。殿試時，有司奏花綸第一，練子寧次之，黃子澄又次之。而朱元璋以丁顯與夢相符，擢為狀元，子寧次之，綸又次之，三人皆拜修撰。而第二甲馬京、齊麟為編修，吳文及三甲蔡福南為檢討。黃子澄抑置三甲，為翰林庶吉士，後亦授修撰。
黄子澄初時任職編修，後來升至修撰，伴讀東宮；又升太常寺卿。明惠帝朱允炆為皇太孫時，曾經坐在东角门问黃子澄：“诸叔藩王皆拥重兵，如有变端，怎么办？”黄子澄答道：“诸王仅有护兵，只能自守，倘若有变，可以以六师监之，谁能抵挡？汉朝七国不可谓不强，最后还是灭亡了。大小强弱之势不同，而顺逆之理更相异啊！”朱允炆同意他的話，加強了將來削藩的決心。

### 建议削藩
朱允炆即位後，任命黃子澄兼翰林學士之職，與齊泰同參國政。惠帝有意削藩，对黄子澄说：“先生还记得当年东角门的对话吗？”黄子澄叩头说：“不敢忘记！”黃子澄便與齊泰計議。齊泰打算首先向燕王朱棣動手，黃子澄有不同意見，認為：「周王、齊王、湘王、代王、岷王等諸王，在先帝在位時，做了很多违法的事情，削除他们是名正言顺。现在要向诸王问罪，最好先是周王。周王是燕王的同母弟，削除周王是剪除燕王的手足。」商议完毕，第二天向明惠帝汇报。
适逢有人报告周王朱橚犯法，于是惠帝命令李景隆率兵袭击并生擒了他，而周王的供词牵扯到了湘王、代王等诸王。于是明惠帝将周王和岷王朱楩贬为平民，将代王朱桂囚禁在大同，将齐王朱榑囚禁在应天，湘王朱柏自焚身亡。又将周王一事下到燕议罪，燕王朱棣上书再三援救。惠帝览书恻然，说此事应当停止了。黄子澄与齐泰进行规劝，没有结果，出去之后两人互相说道：“而今事势如此，怎么能不做一决断？”第二天又向皇上进言说：“现在所担心的只有燕王了，应当趁他生病时前去袭击。”惠帝犹豫道：“朕即位不久，连罢诸王，如又削燕王，我怎么去向天下解释呢？”黄子澄回答说：“要先发制人，不要为人所制。”惠帝又说：“燕王智勇双全，善于用兵，虽然有病，恐怕突然袭击他也难以谋取。”此事乃止。
于是朝廷命令都督宋忠调遣防边官军驻扎开平，挑选精壮的燕王府护卫隶属宋忠麾下，并将护卫胡骑指挥关童等召入京城，以削弱燕王。又调北平永清左、右卫军分驻彰德、顺德，都督徐凯在临清练兵，耿瓛在山海关练兵，以控制北平。这些全是齐泰、黄子澄的主意。朱棣知道朝廷準備對他動手，先以病重為藉口，請求朝廷容許留在京城的三個兒子返回北平。齊泰反對放還三子，黃子澄卻說：「不如放他们回去，以示对他并未怀疑，这样便可袭而取之。」結果朱棣三子獲准回去。不久朱棣便在建文元年（1399年）七月起兵叛亂，朱棣在文武官员面前哭着发誓说：“陷害诸王，并非天子之意，而是奸臣齐泰、黄子澄所为。”

### 靖难之役
开始惠帝信任黄子澄与齐泰，迅速发兵削藩。但这两人本是书生，军事并不是他们的长处。惠帝派老將耿炳文討伐燕軍，初戰不利。黄子澄说胜败乃兵家常事，不足以忧虑。惠帝聽從黃子澄的建議，以曹國公李景隆接替耿炳文，齊泰極力反對但無效，到達營中，燕軍一天前已經走了。李景隆接任後，表現更令人失望，连败于郑村坝、白沟河，丧失军队辎重、士兵马匹数十万。不久，又败于济南城下。惠帝急忙将李景隆召回，赦免其死罪。黄子澄痛哭，请治其罪，惠帝不听。黄子澄拍着胸脯说：“大势已去，我推荐李景隆而误国，万死不足以赎罪。”
朱棣乘着李景隆战败之时上书朝廷，大力批评黄子澄和齐泰，惠帝便免去二人官职來向燕軍示好，但仍暗中与二人商議大事。建文二年十二月，盛庸在東昌大破燕軍後，惠帝在建文三年正月親自在宗廟祭祀宣告並恢復了黃、齊二人的官職，可是在三月盛庸在夾河戰敗後，又再次免去二人官職，再度向燕軍示好，朱棣罵說：「這只是對我的緩兵之計。」於是更急著進兵。
建文四年（1402年），燕軍逐漸逼近京城应天府，惠帝謀求與朱棣談和，便把黃子澄和齊泰眨謫到外地，仍密令二人募兵。黄子澄微服由太湖至苏州，与知府姚善倡义勤王。姚善上奏说：“黄子澄之才足以抵御灾难，不应当将他抛弃在清闲僻远之地，而令敌人高兴。”惠帝召黃子澄回京勤王，未至，燕軍已經攻破京城。黄子澄想与姚善航海到外地尋求救兵。姚善不同意，于是便与前袁州知府杨任图谋举事，被人告发，都被逮捕。黃子澄被送到应天，朱棣亲自诘问他，黄子澄在朱棣面前抗辯不屈，被凌遲處死，家族不論老幼俱被斬殺，倖存的婦女則遭到慘無人道的凌虐。

## 身后
弘光初，謚節愍；清高宗追諡忠愨。

## 家族
黃子澄有一子改名換姓为田经，倖免於難，到了明仁宗時獲赦，有子孫黃表，在明武宗時考取進士。

## 作品
黄子澄因被明成祖诛杀，作品遗稿散失殆尽。现见诸史志的，仅存《李景隆师败》、《还洞庭》、《酬姚六丈》、《送刘医士歌》和《大岗山广庆寺记》等诗文17篇。

## 評價
- 清高宗弘历：“当时永乐位本藩臣，乃犯顺称兵、阴谋夺国，诸人自当义不戴天。虽齐泰、黄子澄等轻率寡谋，方孝孺识见迂阔，未足辅助少主；然迹其尊主锄强之心，实堪共谅。及大势已去，犹且募旅图存、抗词抵斥；虽殒身湛族，百折不回，洵为无惭名教者。”[20]
- 张廷玉《明史》：“齐、黄、方、练之俦，抱谋国之忠，而乏制胜之策。然其忠愤激发，视刀锯鼎镬甘之若饴，百世而下，凛凛犹有生气。是岂泄然不恤国事而以一死自谢者所可同日道哉！”[21]
- 赵逊颜《过太常祠》：“如公节义振义秋，不负科名第一流。晁错计纾忧更切，景隆荐误恨难收。一朝鼎镬君臣薄，异代蒸尝奸宄羞。最是伤心株连处，还多十族入双眸。”

## 延伸阅读
[在维基数据编辑]
 《明史卷一百四十一》，出自《明史》
 在维基共享资源阅览影像